# Hebe Tien
Hebe Tien (chinois : 田馥甄 ; pinyin : Tián Fù-Zhēn ; Wade-Giles : Tien Fu-Chen) est une chanteuse et actrice taïwanaise, née le 30 mars 1983 à Hsinchu. Elle est principalement connue comme membre du groupe S.H.E avec Ella Chen et Selina Ren.

## Discographie
Voir également: Discographie de S.H.E
- 2010 : To Hebe
- 2011 : My Love
- 2013 : Insignificance (渺小)

## Filmographie

### Télévision
- 2001 : Magical Love : Hu Sha Sha (胡莎莎)
- 2003 : The Rose : Xiao Feng (曉楓)
- 2005 : Reaching For The Stars : Shen Xiao Rou (沈孝柔)
- 2007 : Bull Fighting : Yi Sheng Xue (伊勝雪)